# 694537 Vintdevara
694537 Vintdevara este o planetă minoră (asteroid) din centura de asteroizi. A fost descoperită pe 22 august 2015 la  de . 
Obiectul prezintă o orbită caracterizată de o semiaxă mare de 3,1930968329891 UAi, o excentricitate de 0,18889044299355, o înclinație de 15,705341724181 ° în raport cu ecliptica.